# Dalechampia pentaphylla
Dalechampia pentaphylla är en törelväxtart som beskrevs av Jean-Baptiste de Lamarck. Dalechampia pentaphylla ingår i släktet Dalechampia och familjen törelväxter. Inga underarter finns listade i Catalogue of Life.